# Waterhouse Island (ö i Australien)
Waterhouse Island är en ö i Australien. Den ligger i delstaten Tasmanien, i den sydöstra delen av landet, omkring 230 kilometer norr om delstatshuvudstaden Hobart. Arean är 3,6 kvadratkilometer. Den sträcker sig 4,1 kilometer i nord-sydlig riktning, och 2,5 kilometer i öst-västlig riktning.
Runt Waterhouse Island är det mycket glesbefolkat, med 2 invånare per kvadratkilometer. Genomsnittlig årsnederbörd är 847 millimeter. Den regnigaste månaden är augusti, med i genomsnitt 104 mm nederbörd, och den torraste är januari, med 26 mm nederbörd.